# Биром
Биро́м (также буром, бурумава, кибо, кибьен, киббун, акуут; самоназвание бером) — народ, проживающий в Нигерии и располагающийся на территории к западу, юго-западу от реки Джосс, в штате Кадуна и Плато.

### Численность
Численность составляет 220 тыс. человек. Состоят из субэтнических групп: аборо, бахо, кибо и аяшин.

### Язык
Язык биром группы бенуэ-конго нигеро-кордофанской семьи. Включает в себя следующие диалекты: ду, ферен, форон, рим, вом, гасис (гашиш), роб. Помиомо этих языков распространен язык хауса .

### Религия
Основная масса — мусульмане-сунниты, сохраняющие традиционные верования.

### Общество
Занимаются скотоводством, а также террасно-ручным земледелием. Широко распространены кузнечное, ткацкое, гончарное ремёсла. Основы социальной структуры составляют большесемейные общины и патрилинейные роды.